# Hilara littoralis
Hilara littoralis är en tvåvingeart som beskrevs av Miller 1923. Hilara littoralis ingår i släktet Hilara och familjen dansflugor. Inga underarter finns listade i Catalogue of Life.